# تود هاپ (ایندیانا)
تود هاپ (به انگلیسی: Toad Hop) یک منطقهٔ مسکونی در ایالات متحده آمریکا است که در شهرستان ویگو، ایندیانا واقع شده‌است. تود هاپ ۱۴۳ متر بالاتر از سطح دریا واقع شده‌است.